# Bandeira da Indonésia
A bandeira da Indonésia é chamada "Sang Sake Merah Putih". Conforme determina o artigo 35 da Constituição de 1945, a bandeira é composta por duas faixas de dimensões iguais, a superior de cor vermelha e a inferior, branca.
Oficialmente se obriga a hastear a bandeira nacional nas dependências governamentais, nas sedes das missões diplomáticas do país e no palácio presidencial.
Conserva-se a bandeira que foi hasteada no dia da independência da Indonésia ("Bendera Pusaka"). Essa bandeira empregou-se durante alguns anos nos atos comemorativos da independência, sendo hasteada frente ao palácio presidencial de Jacarta. Essa bandeira deixou de ser usada em 17 de agosto de 1968, quando foi reimplantada nos atos mencionados por uma réplica com objetivo de facilitar sua preservação.
A bandeira indonésia é muito parecida com a bandeira de Mônaco e da Polônia.

## Bandeiras históricas

Bandeira da Companhia Holandesa das Índias Orientais (1602-1800).
Bandeira das Índias Orientais Neerlandesas (1800-1942).
Bandeira do Japão Imperial (1942-1945).
Bandeira que era utilizada para atos comemorativos.